# The Spanish Jade (película de 1922)
The Spanish Jade es una película británica de género dramática muda de 1922 dirigida por John S. Robertson. Alfred Hitchcock es acreditado como diseñador de títulos. La película se considera perdida. La película fue filmada por Islington Studios y Paramount Pictures en Londres . También hay una versión de la película de 1915 del mismo nombre.

## Protagonistas
- David Powell como Gil Pérez
- Marc McDermott como Don Luis Ramónez de Alavia
- Charles de Rochefort como Esteban
- Evelyn Brent como Mañuela
- Lionel d'Aragon como el padrastro de Mañuela
- Frank Stanmore como Tormillo, el sirviente de Don Luis
- Roy Byford como el espía y confidente de Esteban
- Harry Ham como Oswald Manvers